# Anvian

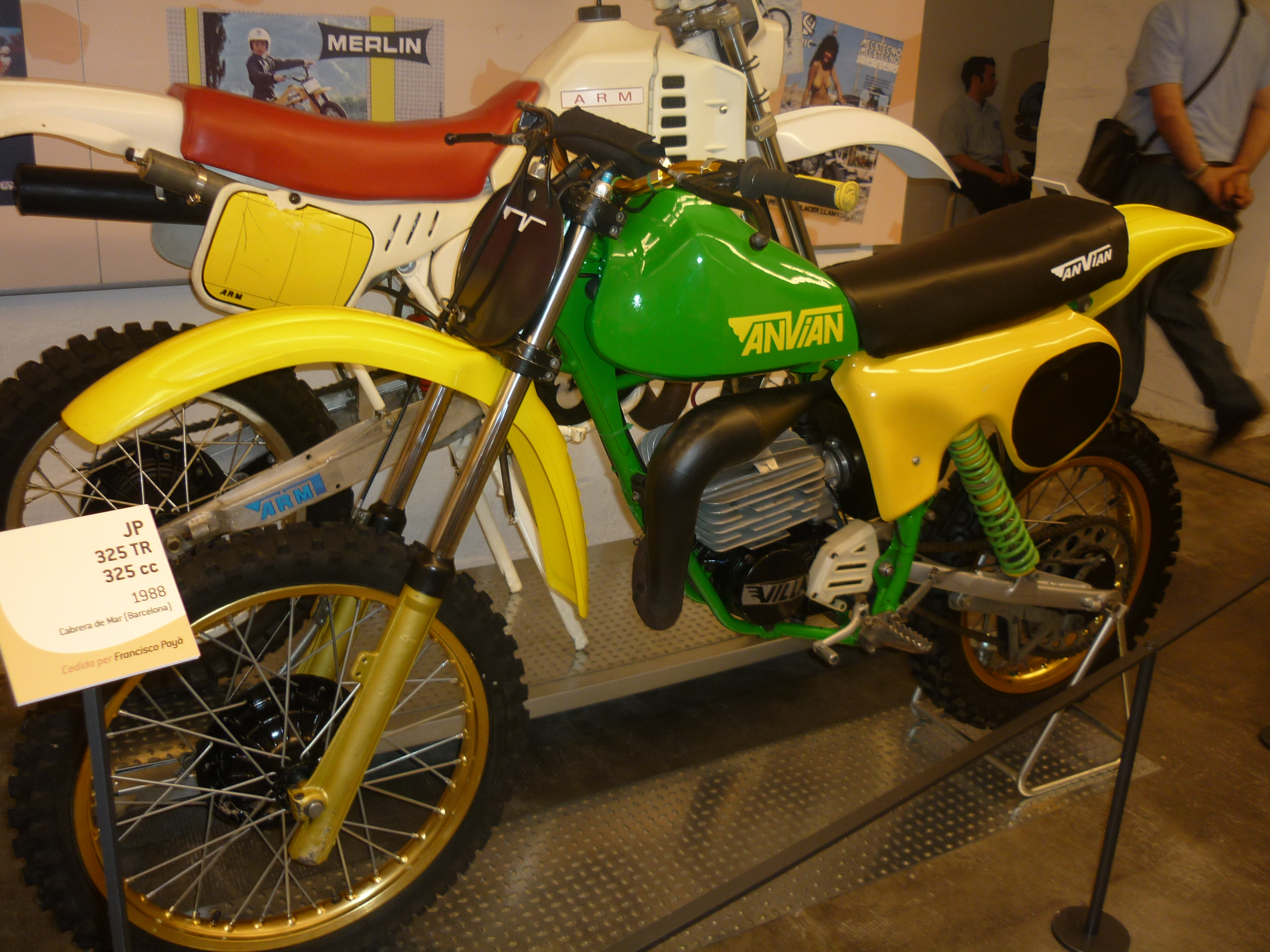
Anvian Cross 125cc de 1981

Anvian fou una marca catalana de motocicletes de motocròs, fabricades entre 1980 i 1982 a Rubí, Vallès Occidental, a les quals se'ls muntava motors Villa italians de 125 i 250 cc.
Fundada per Pedro Ríos, Antonio Sánchez i Emilio Pérez, el nom de l'empresa deriva del nom de les seves respectives esposes: María Angeles, Victoria i Antonia. El 1982 entrà en l'accionariat Jesús Romero, qui acabà quedant-se amb l'empresa aquell mateix any i la refundà amb el nom d'ARM, traslladant-la a Sant Adrià de Besòs.